# Małolaty ninja wracają
Małolaty ninja wracają – amerykańsko-japońska komedia z 1994. Sequel filmu z 1992.
Film spotkał się z negatywną oceną krytyków; serwis Rotten Tomatoes przyznał mu wynik 15%.